# SDSS J013127.34-032100.1
 (avril 2024).
Améliorez-le ou discutez des points à vérifier. 
SDSS J013127.34-032100.1 ou SDSS J0131-0321 est un très lointain quasar et un potentiel blazar avec un redshift supérieur à 5. Ce quasar est un quasar à émission unique. Il se situe dans la constellation de la Baleine à plus de 7.1 milliards d'années-lumière,,

## Découverte
SDSS J0131 a été découvert par le SDSS-DR5 survey. Le SDSS-DR5 survey est une étude du ciel dans le domaine du visible mais ce quasar a aussi été découvert dans la même période par le grand Télescope de Magellan. Cette étude a relevé plus d'un millier de quasars.

## Caractéristiques

### Catégorie de SDSS J01311
Ce quasar fait partie des quasars à grossissement rapide, et grossirait d'environ 10 masses solaires par an. Il fait aussi partie des quasars ionisateurs de deutérium, de tritium, d'hydrogène et d'hélium. Cette ionisation d'une multitude d'atomes a été trouvée grâce au relevé astronomique du 2MASS ainsi que ceux du SWIFT et du XRT. L'ionisation de tous ces types d'atomes fait principalement partie de la multi-émission de SDSS J0131.

### Luminosité variable de SDSS J0131
SDSS J0131 est un quasar avec une luminosité très variable, la magnitude apparente de SDSS J0131 varie de 17.96 à 16.599 à 16.457 à 15.348, cette variabilité n'est pas régulière mais elle n'a pas encore été étudiée.

### Masse de SDSS J0131
Selon la source la masse de SDSS J0131 serait de 11 milliards de masses solaires mais une autre méthode a relevé que la masse de SDSS J0131 serait de plus de 27 milliards de masses solaires.

### Théorie du potentiel blazar
La théorie que SDSS J0131 serait un potentiel blazar vient du fait que le spectre de SDSS J0131 est très varié ; en effet il émet dans quasiment tous les domaines de la lumière. Cette théorie est aussi appuyée par le fait que SDSS J0131 a un spectre électromagnétique très énergétique (les longueurs d'onde de SDSS J0131 sont entre 15.47 jusqu'à 25.0 nanomètres) ; un tel spectre viendrait du fait que le champ magnétique de SDSS J0131 polariserait le vide. Pour qu'un champ magnétique polarise le vide il faut qu'il soit à environ  1015 teslas. Pour valider la théorie que SDSS J0131 soit un blazar il faudra attendre qu'un radiotélescope comme le VLBA se focalise dessus.